# Neópolis (ort)
Neópolis är en ort i Brasilien.   Den ligger i kommunen Neópolis och delstaten Sergipe, i den östra delen av landet, 1 400 km öster om huvudstaden Brasília. Neópolis ligger 49 meter över havet och antalet invånare är 12 421.
Terrängen runt Neópolis är platt. Närmaste större samhälle är Penedo, 3,4 km norr om Neópolis.
Omgivningarna runt Neópolis är en mosaik av jordbruksmark och naturlig växtlighet. Runt Neópolis är det ganska tätbefolkat, med 83 invånare per kvadratkilometer.